# Кэнли, Джон Ли
Джон Ли Кэнли (англ. John Lee Canley; 20 декабря 1937 — 11 мая 2022) — американский морской пехотинец, награждён высочайшей военной награды США — медалью Почёта за свои действия в январе/феврале 1968 года в ходе битвы за Хюэ. В это время Кэнли в звании комендора-сержанта служил в роте А первого батальона первого полка морской пехоты. Первоначально Кэнли был награждён военно-морским крестом, но позднее эта награда была повышена до медали Почёта, которая была вручена 17 октября 2018 года.

## Биография
Кэнли родился 20 декабря 1937 года в Каледонии, штат Арканзас . Его отец работал на химическом заводе, мать — управляющим ресторана. Кэнли вырос с соседнем городе Эль-Дорадо, штат Арканзас. В 1953 году Кэнли вступил в ряды Корпуса морской пехоты в Литл-Роке, штат Арканзас, ушёл в отставку 23 октября 1981 года и поселился в г. Окснард, штат Калифорния.
Наутро 31 января 1968 года рота А первого батальона первого полка морской пехоты погрузилась в грузовики и направилась на усиление американских и южновьетнамских сил, оказавшихся в осаде в г. Хюэ. Когда конвой приблизился к южным пригородам Хюэ, он попал под усиливающийся снайперский обстрел противника . В одной из деревень войскам пришлось выйти из машин и зачистить дома по обе стороны главной улицы. Несколько раз морским пехотинцам приходилось пробивать дорогу конвою в ожесточённых уличных боях, зачищая при этом дома. В ходе боёв командир роты капитан Гордон Батчеллер получил ранение и командование ротой принял комендор-сержант Джон Кэнли и вместе с сержантом Альфредо Гонсалесом руководил морскими пехотинцами в обороне конвоя, впоследствии за свои действия в ходе битвы за Хюэ Гонсалес был посмертно награждён медалью Почёта. В 15.15 после кровопролитного боя морским пехотинцам удалось пробиться к осаждённому комплексу Командования по оказанию военной помощи Вьетнаму (MACV). В 1970 году Кэнли был награждён Военно-морским крестом.
Депутат Конгресса США Джулия Браунли выдвинула законопроект о повышении награды Кэнли до медали Почёта. 21 декабря 2017 года Конгресс США а позднее Сенат США отменили пятилетнее временное ограничение для награждения медалью Почёта. Министр обороны Джим Мэттис представил Кэнли к медали Почёта президенту США Дональду Трампу и президент в июле 2018 года одобрил представление . 17 октября 2018 года президент Трамп вручил медаль Почёта сержант-майору Джону Кэнли.
Кэнли был женат на Виктории Фенеч, у него была одна дочь Патриция и пасынок Дэвид от предыдущего брака жены. В дальнейшем супруги развелись. У Кэнли также есть двое детей: Рикки и Юкари от Тойо Аданья Руссо
Кэнли умер 11 мая 2022 года в доме своей дочери в г. Бэнд, штат Орегон в возрасте 84 лет после борьбы с раком.

## Наградная запись к медали Почёта
Президент Соединённых штатов Америки, уполномоченный актом Конгресса от 3 марта 1863 года награждает от имени Конгресса медалью Почёта
КОМЕНДОРА-СЕРЖАНТА
ДЖОНА КЭНЛИ
КОРПУС МОРСКОЙ ПЕХОТЫ США

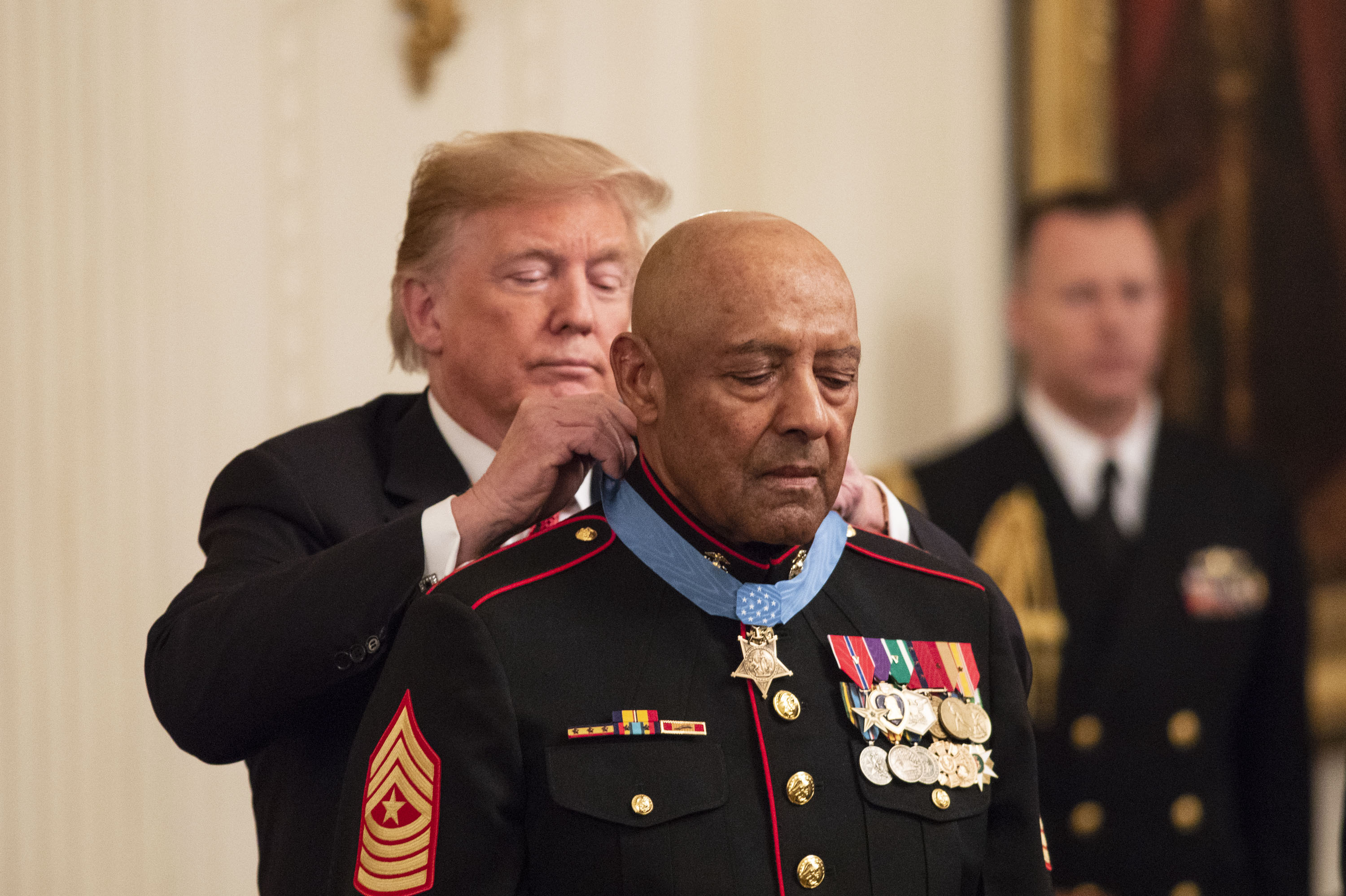
Президент Трамп вручает Кэнли медаль Почёта, 17 октября 2018 года

За выдающуюся храбрость и отвагу, проявленные с риском для жизни при выполнении и перевыполнении долга службы в бою с противником на посту сержанта-оружейника роты А первого батальона первого полка первой дивизии морской пехоты с 31 января по 6 февраля 1968 года в Республике Вьетнам. Рота А отбила несколько яростных атак противника, быстро двигаясь по шоссе в сторону города Хюэ, чтобы выручить союзников, попавших в окружение противника. Несмотря на ранения, полученные в этих стычках, комендор-сержант Кэнли несколько раз выбегал на простреливамые места, чтобы вынести в безопасное место раненых морских пехотинцев. После того как его командир получил серьёзное ранение, комендор-сержант Кэнли принял командование и повёл роту в город Хюэ. Попав в городе под смертоносный перекрёстный огонь из вражеских пулемётных гнёзд, Кэнли установил огневую позицию и повёл взвод в атаку с фланга, что привело к уничтожению нескольких вражеских позиций. Оставаясь три дня на посту командира роты, он возглавлял нападения на многочисленные вражеские укреплённые позиции при этом выходя под вражеский огонь, чтобы вынести раненых морских пехотинцев. 4 февраля он повёл группу морских пехотинцев в захваченное противником здание в Хюэ. Он вышел на открытое место, чтобы вызвать на себя огонь, обнаружил противника, уничтожил угрозу и вёл роту в ходе зачистки здания. Затем комендор-сержант Кэнли поднялся над вражеским укреплённым пунктом и сбросил сверху ранец, набитый взрывчаткой, что вынудило противника отступить. 6 февраля в ходя тяжёлого боя за больничный комплекс, комендор-сержант Кэнли дважды взбирался на стену на виду у врага, чтобы унести раненых морских пехтинцев в безопасное место. Своим неустрашимым мужеством, бескорыстной самоотверженностью и непоколебимой преданностью долгу комендор-сержант Кэнли заслужил великую честь и поддержал высочайшие традиции морской пехоты и военно-морской службы Соединенных Штатов.
Оригинальный текст (англ.)
The President of the United States of America, authorized by Act of Congress, March 3, 1863, has awarded in the name of Congress the Medal of Honor to 
GUNNERY SERGEANT
JOHN CANLEY
UNITED STATES MARINE CORPS
For conspicuous gallantry and intrepidity at the risk of his life above and beyond the call of duty in action against the enemy while serving as Company Gunnery Sergeant, Company A, First Battalion, First Marines, First Marine Division from 31 January to 6 February 1968, in the Republic of Vietnam. Company A fought off multiple vicious attacks as it rapidly moved along the highway toward Hue City to relieve friendly forces that were surrounded by enemy forces. Despite being wounded in these engagements, Gunnery Sergeant Canley repeatedly rushed across fire-swept terrain to carry his wounded Marines to safety. After his commanding officer was severely wounded, Gunnery Sergeant Canley took command and led the company into Hue City. At Hue City, caught in deadly crossfire from enemy machine gun positions, he set up a base of fire and maneuvered with a platoon in a flanking attack that eliminated several enemy positions. Retaining command of the company for three days, he led attacks against multiple enemy fortified positions while routinely braving enemy fire to carry wounded Marines to safety. On 4 February, he led a group of Marines into an enemy-occupied building in Hue City. He moved into the open to draw fire, located the enemy, eliminated the threat, and expanded the company’s hold on the building room by room. Gunnery Sergeant Canley then gained position above the enemy strongpoint and dropped in a large satchel charge that forced the enemy to withdraw. On 6 February, during a fierce firefight at a hospital compound, Gunnery Sergeant Canley twice scaled a wall in full view of the enemy to carry wounded Marines to safety. By his undaunted courage, selfless sacrifice, and unwavering devotion to duty, Gunnery Sergeant Canley reflected great credit upon himself and upheld the highest traditions of the Marine Corps and the United States Naval Service.
— 

## Награды
|  |  |                            |                            |
|  |  |                            |                            |
|  |  | Бронзовая звезда за службу | Бронзовая звезда за службу |
|  |  |                            |                            |
|  |  |                            |                            |
|  |  |                            |                            |

| 1-й ряд | Медаль Почёта                                                                            | Медаль Почёта                                                                            | Медаль Почёта                                                                  | Медаль Почёта                                                                  | Медаль Почёта                                                                         | Медаль Почёта                                                                         | Медаль Почёта                                                      | Медаль Почёта                                                      |
| 2-й ряд | Бронзовая звезда with Combat Distinguishing Device                                       | Бронзовая звезда with Combat Distinguishing Device                                       | Пурпурное сердце                                                               | Пурпурное сердце                                                               | Похвальная медаль (для флота и морской пехоты) с пряжкой Combat Distinguishing Device | Похвальная медаль (для флота и морской пехоты) с пряжкой Combat Distinguishing Device | Боевая ленточка                                                    | Боевая ленточка                                                    |
| 3-й ряд | Президентская благодарность подразделению (ВМС) с четырьми бронзовыми звёздами за службу | Президентская благодарность подразделению (ВМС) с четырьми бронзовыми звёздами за службу | Медаль «За безупречную службу» (для морской пехоты) с семью звёздами за службу | Медаль «За безупречную службу» (для морской пехоты) с семью звёздами за службу | Экспедиционная медаль Корпуса морской пехоты США с двумя звёздами за службу           | Экспедиционная медаль Корпуса морской пехоты США с двумя звёздами за службу           | Медаль «За службу национальной обороне» с двумя звёздами за службу | Медаль «За службу национальной обороне» с двумя звёздами за службу |
| 4-й ряд | Медаль экспедиционных вооружённых сил                                                    | Медаль экспедиционных вооружённых сил                                                    | Медаль «За службу во Вьетнаме» с девятью звёздами за службу                    | Медаль «За службу во Вьетнаме» с девятью звёздами за службу                    | Медаль «За защиту Кореи» (США)                                                        | Медаль «За защиту Кореи» (США)                                                        | Navy Sea Service Deployment Ribbon с тремя звёздами за службу      | Navy Sea Service Deployment Ribbon с тремя звёздами за службу      |
| 5-й ряд | Крест «За храбрость» (Южный Вьетнам) с двумя серебряными звёздами                        | Крест «За храбрость» (Южный Вьетнам) с двумя серебряными звёздами                        | Крест «За храбрость» для подразделения                                         | Крест «За храбрость» для подразделения                                         | Медаль ООН                                                                            | Медаль ООН                                                                            | Медаль «За кампанию во Вьетнаме» (Южный Вьетнам)                   | Медаль «За кампанию во Вьетнаме» (Южный Вьетнам)                   |
| Значки  | Rifle expert marksmanship badge (11 наград)                                              | Rifle expert marksmanship badge (11 наград)                                              | Rifle expert marksmanship badge (11 наград)                                    | Rifle expert marksmanship badge (11 наград)                                    | Pistol expert marksmanship badge (16 наград)                                          | Pistol expert marksmanship badge (16 наград)                                          | Pistol expert marksmanship badge (16 наград)                       | Pistol expert marksmanship badge (16 наград)                       |